# Magyar Múzeumok
A Magyar Múzeumok a Pulszky Társaság – Magyar Múzeumi Egyesület folyóirata, mely a Múzeumi Hírlevélből Éri István kezdeményezésére nőtte ki magát negyedévente, nyomtatásban megjelenő folyóirattá. Nyomtatott formában 1995-től 2008-ig jelent meg, 2009-től www.magyarmuzeumok.hu címen internetes folyóiratként működik

## Működése
A lap az első olyan, múzeumi szakemberek által összeállított és felügyelt tartalmú magazin, amely a muzeális intézményekben felhalmozott tudás lehető legszélesebb és legkönnyebben hozzáférhető fórumaként működik.
A Pulszky Társaság azzal a céllal indította el 2009-ben korábbi folyóiratának, a Magyar Múzeumoknak internetes változatát, hogy a kor követelményeinek megfelelő, a lap megjelenése óta eltelt időszak szakmai és társadalmi változásaihoz igazodó népszerű, elismert és keresett múzeumi ismeretterjesztő periodikát hozzon létre és az online felület működésével gazdaságosabban hozzáférhetővé és költséghatékonyabbá, mozgékonyabbá tegye a múzeumokról, tárgyakról és kiállításokról kialakuló megnyilvánulásokat és vitákat.

## Az 1995-2008 között megjelent nyomtatott folyóirat szerkesztői

### Főszerkesztők
- Éri István 1995-1998
- Selmeczi Kovács Attila 1999-2007
- Basics Beatrix 2008
- Berényi Marianna 2009-től

### Szerkesztőbizottság
A Magyar Múzeumok jelenlegi online szerkesztősége:
- Berényi Marianna
- Chapó Ibolya
- Lassányi Gábor
- Sóki Diána
- Türk Tímea

Volt szerkesztőbizottsági tagok:
- Balogh Balázs,
- Deme Péter,
- Dercsényi Balázs,
- Kaposvári Gyula,
- Korsós Zoltán,
- Kovács Péter,
- Kócziánné Szentpéteri Erzsébet,
- Mihály Mária,
- Nagy Mihály,
- Pintér János,
- Szatmári Imre
- Timárné Balázsy Ágnes,
- Bertáné Varga Judit,
- Várkonyi Gábor
- Wollák Katalin
- Bárd Edit (2018-ig)
- Frazon Zsófia (2016-ig)